# Michael Jackson (bispo)
Michael Geoffrey St Aubyn Jackson (nascido em 24 de maio de 1956, Lurgan, Condado de Armagh) é um teólogo e clérigo da Igreja da Irlanda. Desde 2011, ele atua como Arcebispo de Dublin e Bispo das Dioceses Unidas de Dublin e Glendalough.

## Biografia
O pai de Michael, Roy Jackson, foi arquidiácono na Diocese de Clogher e serviu em Derrybrusk, Ballinamallard e Lisnaskea.
Jackson foi educado na Portora Royal School, Enniskillen (1967–1975). Ingressou no Trinity College, Dublin em 1979, obtendo o B.A. e M.A. em 1982; ao mesmo tempo, cursou o St John's College, Cambridge (1979-1981), obtendo o B.A. em Estudos Teológicos e Religiosos e o M.A. em 1985. Também obteve no St John's o PhD em 1986 por uma tese sobre 'Oração e Milagre na Espiritualidade de Santo Agostinho de Hipona'; e no mesmo ano, frequentou o The Church of Ireland Theological College, Braemor Park, Dublin (1986). Em seguida, na Christ Church, Oxford, obteve M.A. e DPhil por incorporação (1989-1997); dentro desse período, foi estudante (fellow) da Christ Church, Oxford (1993-1997).
Jackson é casado com Inez, uma médica, e eles têm uma filha adulta, Camilla.

### Ministério ordenado
Dr. Jackson foi feito diácono em 1986 e ordenado sacerdote em 1987. Ele serviu como curador na Paróquia de Zion, Dublin, e lecionou no Trinity College e no Church of Ireland Theological College (agora Institute) antes de assumir o cargo de Capelão do Christ Church College, Oxford, de 1989 a 1997. De 1997 a 2002, foi titular da St. Fin Barre's Union e reitor de Cork.
Jackson ocupou muitos cargos na Igreja da Irlanda, incluindo a presidência do Comitê da Igreja na Sociedade e, atualmente, a presidência do Conselho de Teologia Social. Desempenha um papel ativo na Comunhão Anglicana, especialmente nas áreas de ecumenismo e diálogo inter-religioso. Ele foi eleito Bispo de Clogher pela Câmara dos Bispos em 21 de novembro de 2001 e consagrado em 6 de março de 2002 na Catedral de São Patrício, Armagh, pelo Arcebispo de Armagh, Primaz de Toda a Irlanda, Reverendíssimo Robin Eames, auxiliado por membros da Câmara dos Bispos e muitos bispos aposentados. Em 2 de fevereiro de 2011, ele foi eleito Arcebispo de Dublin e Bispo de Glendalough, pelo Colégio Eleitoral Episcopal de Dublin e Glendalough, e foi entronizado na Catedral de Christ Church, Dublin, em 8 de maio de 2011, sucedendo o Reverendíssimo Dr. John Neill.
Arcebispo Jackson causou várias controvérsias durante sua gestão em Dublin, incluindo uma confusão na mídia a respeito de comentários sobre sectarismo feitos em um discurso durante o sínodo diocesano de 2013. Também houve controvérsia sobre o fechamento do Colégio de Educação da Igreja da Irlanda, com 200 anos, e sua fusão com a Universidade da Cidade de Dublin (DCU), encerrando o vínculo histórico com o Trinity College, em Dublin.
Jackson recusou-se a fazer uma declaração a favor ou contra os referendos de 2024 sobre a família e os cuidados, citando o nível de debate em torno do termo "durável".
 

Dr. Jackson é co-presidente anglicano da Comunhão de Porvoo. Em junho de 2023, foi nomeado copresidente da Comissão Internacional Anglicana-Ortodoxa Oriental (AOOIC), responsável pelo diálogo ecumênico entre a Comunhão Anglicana e as Igrejas Ortodoxas Orientais.